# Comércio exterior da China
Estatísticas
Exportações: 1,2 trilhão de dólares (2007)
Exportações – mercadorias: maquinários e equipamentos, tecidos e roupas, calçados, brinquedos, combustíveis fósseis, plásticos, equipamentos óticos e médicos, ferro e aço
Exportações – países de destino: Estados Unidos 21.0%, União Europeia 18.1%, Hong Kong 17.0%, Japão 12.4%, ASEAN 7.2%, Coreia do Sul 4.7% (2004)
Importações: $953.9 bilhões de dólares (2007)
Importações – mercadorias: maquinários e equipamentos, petróleo e outros combustíveis fósseis, plásticos, equipamentos óticos e médicos, produtos químicos orgânicos, ferro e aço
Importações – parceiros: Japan 16.8%, EU 12.4%, ASEAN 11.2%, South Korea 11.1%, US 7.9%, Russia 2.2% (2004)

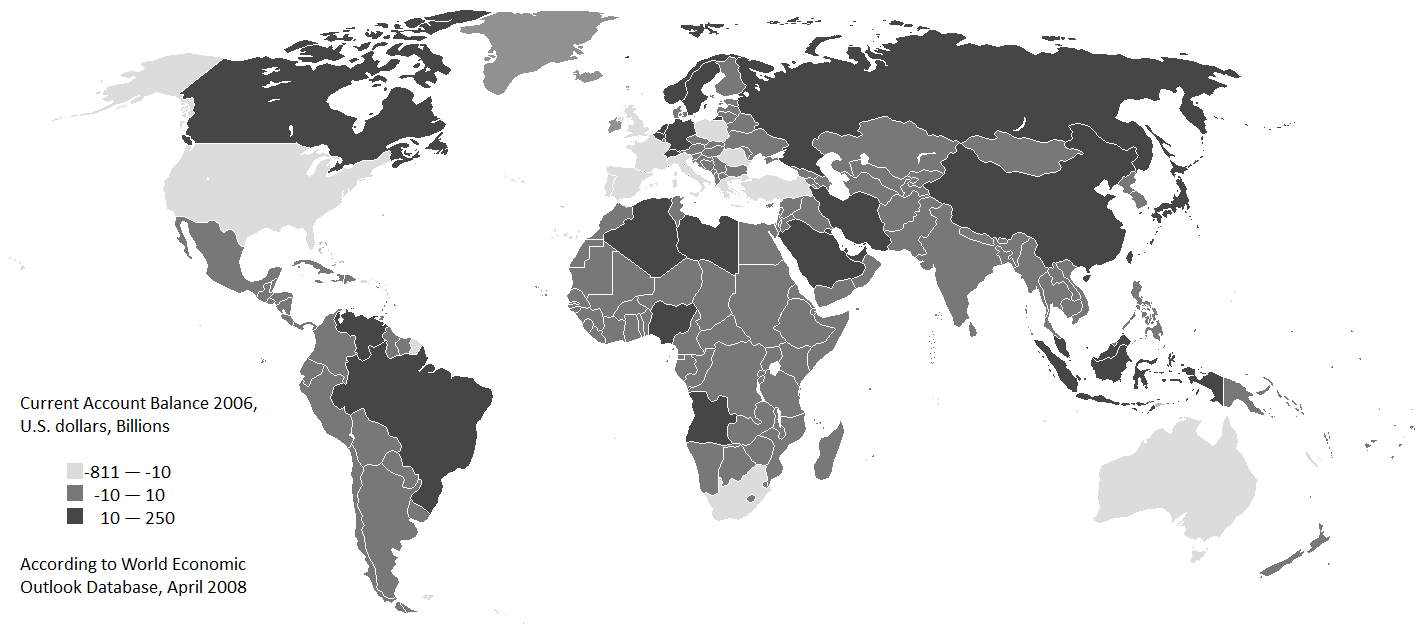
Balanço comercial no mundo em 2006.

O comércio exterior representa uma grande porção de toda a economia da China. O curso do comércio exterior chinês tem sofrido experiências consideráveis desde o início da década de 1950. Em 1950, mais de 70% do comércio exterior chinês envolvia países não-comunistas, mas em 1954, um ano após o término da Guerra da Coreia, a situação foi completamente revertida, e os países comunistas representavam 75% do comércio exterior da China. Durante os anos seguintes, a participação dos países comunistas no comércio exterior chinês foi caindo gradativamente, mas após a ruptura sino-soviética em 1960, que cancelou os créditos soviéticos e na retirada de técnicos soviéticos da China, a participação dos países comunistas no comércio exterior da China caiu rapidamente, dando lugar para oportunidades de países não-comunistas recuperarem a sua posição. Em 1965, o comércio com países socialistas representava apenas um terço do comércio exterior total.
Sendo um país do segundo mundo naquela época, um importante segmento do comércio chinês foi financiado por concessões, créditos e outras formas de assistência. Primeiramente, entre 1953 e 1955, a ajuda financeira chinesa foi enviada principalmente para a Coreia do Norte e para o Vietnã do Norte, e alguns outros países comunistas, mas a partir da metade da década de 1950, foi prometido grandes de concessões e empréstimos livres de juros e em longo prazo para países em desenvolvimento politicamente despreparados. As principais iniciativas foram feitas na Ásia, especialmente na Indonésia, Birmânia (atual Mianmar), Paquistão e Ceilão (atual Sri Lanka). Porém, grandes quantidades de empréstimos também foram concedidos para países africanos, especialmente Gana, Argélia, Tanzânia e Egito. No entanto, após a morte de Mao Tse-tung em 1976, as iniciativas de ajuda a países de terceiro mundo caíram rapidamente. Depois disso, o comércio com estes países tornou-se negligenciável, e durante esta época, Hong Kong e Taiwan emergiram como grandes parceiros comerciais.
Desde o início das reformas econômicas, no final da década de 1970, a China buscou descentralizar o seu comércio exterior para poder se integrar ao sistema comercial internacional. Em novembro de 1991, a China aderiu à Cooperação Econômica da Ásia e do Pacífico (APEC), que promove o comércio livre e a cooperação na esferas econômicas, comerciais e de investimentos. A China ocupou a liderança da APEC em 2001, e Xangai recebeu a reunião anual dos líderes da APEC em outubro daquele ano.
O comércio total chinês somou 324 bilhões de dólares em 1997 e 151 bilhões durante a primeira metade de 1998. Os principais parceiros comerciais da China foram o Japão, o Taiwan, os Estados Unidos, a Coreia do Sul, Hong Kong, a Alemanha, Singapura e a Holanda. O superávit da balança comercial da China totalizou 49,7 bilhões de dólares em 1997 e 54,6 bilhões em 1998. As maiores importações chinesas foram as importações de equipamentos de geração de energia elétrica, aviões e componentes, computadores e maquinários industriais, cocos e produtos químicos e agrícolas.
Em 1998, a China estava no seu décimo segundo ano de negociações com a Organização Mundial do Comércio (OMC) - que era antes conhecido como Acordo Geral de Tarifas e Comércio (GATT), e tinha reduzido significativamente as tarifas de importação. Anteriormente, em 1996, a China já havia introduzido cortes de mais de 4.000 tarifas, reduzindo para tarifas médias de 35 a 23%. Foi posto em prática mais cortes de tarifas em 1 de outubro de 1997, diminuindo a média das tarifas para 17%. Para conseguir a adesão à OMC, a todos os membros da organização precisavam cumprir com certos requerimentos comerciais fundamentais, e oferecer expansão significativa ao acesso de mercado para os outros membros da organização. Muitas grandes entidades comerciais, entre eles os Estados Unidos, a União Europeia, e o Japão, partilharam preocupações sobre a entrada da China na organização. Estas preocupações incluíam a obtenção de ofertas satisfatórias de acesso de mercado para mercadorias e serviços, direitos plenos de comércio para todos os possíveis consumidores chineses e finais, a indiscriminação da diferença entre as operações comerciais externas e internas na China, a redução de práticas comerciais monopolistas e estatais e a eliminação da arbitrariedade ou de padrões não-científicos. A China e os outros membros da OMC trabalharam em conjunto para alcançar um protocolo de acesso viável comercialmente.

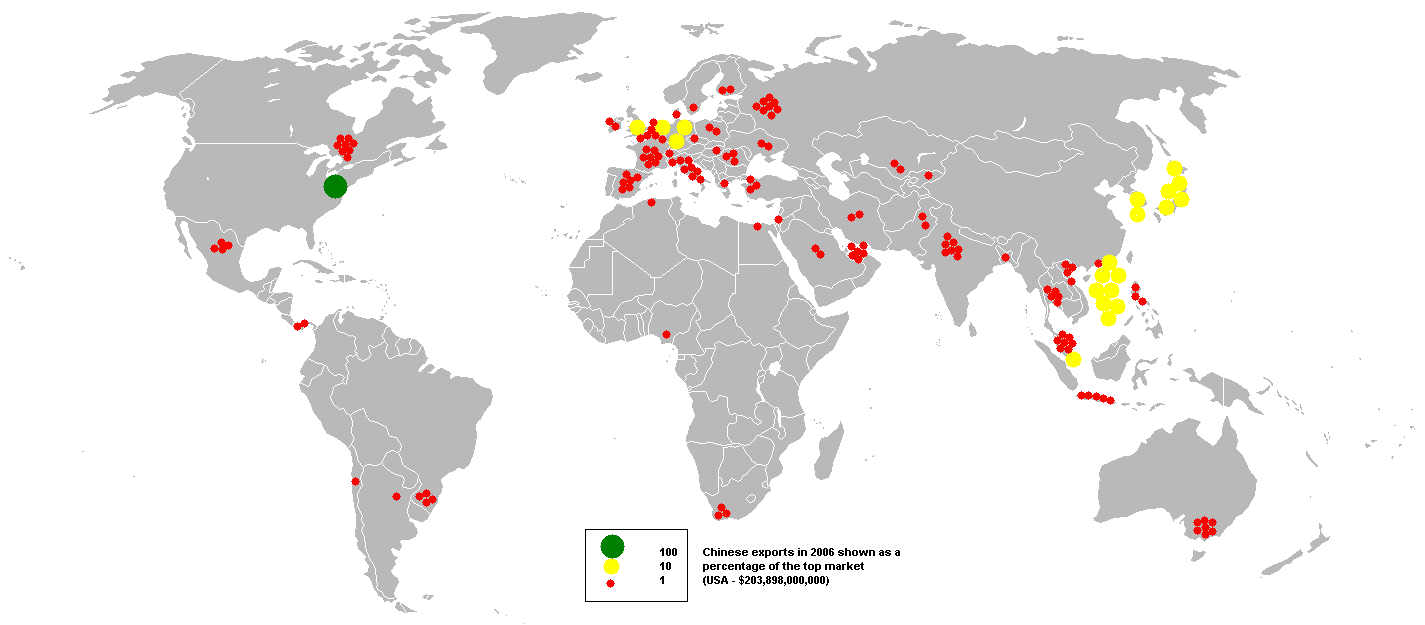
A distribuição global das exportações chinesas em 2006, representadas por círculos de proporção do percentual total

Em 1999, o premier da RPC, Zhu Rongji, assinou um acordo de cooperação bilateral sino-americana, que eliminou as proibições de longa data às importações de cítricos, grãos, carnes bovinas e aviárias. Em novembro de 1999, os Estados Unidos e a China alcançaram um histórico acordo bilateral sobre o acesso de mercado, com o objetivo de facilitar a entrada da China para a OMC. Como parte do acordo de liberação comercial, a China concordou em diminuir as tarifas e abolir impedimentos de mercado após a adesão do país à OMC. Negociantes estrangeiros e chineses, por exemplo, poderiam ganhar o direito de exportar e de importar por sua própria conta - e vender ou comprar produtos sem a interferência de um intermediário governamental. Após alcançar um acordo bilateral com a União Europeia e com outros parceiros comerciais durante o verão de 2000, a China começou a trabalhar num pacote multilateral de acesso à OMC. O país concluiu as suas negociações multilaterais de sua adesão à OMC em 11 de dezembro de 2001, após 16 anos de negociações, a mais longa da história do Acordo Geral sobre Tarifas e Comércio.
Os parceiros comerciais primários da China incluem o Japão, os Estados Unidos, a Coreia do Sul, Hong Kong e Taiwan. De acordo com estatísticas americanas, a China teve um superávit comercial com os Estados Unidos de 68,7 bilhões de dólares em 199. No ano seguinte, este superávit foi de 83 bilhões de dólares.

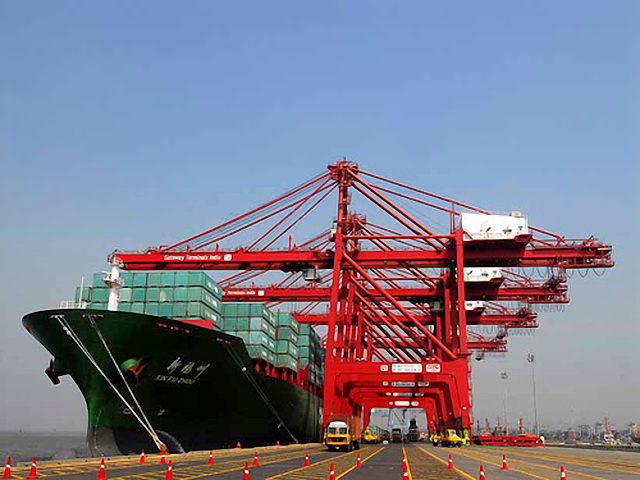
Com o comércio bilateral excedendo 38,6 bilhões de dólares, a China é o principal parceiro comercial da Índia. A imagem mostra um navio de carga descarregando produtos chineses no Porto de Jawaharlal Nehru, Navi Mumbai, Índia

O comércio total da China excedeu 2,4 trilhões de dólares em 2008. O comércio chinês quebrou a marca dos 100 bilhões de dólares pela primeira vez em 1988, a marca dos 200 bilhões de dólares em 1994, e de um trilhão em 2004. A tabela abaixo mostra a média anual de crescimento do comércio desde o fim da década de 1970, quando foram implementadas as reformas econômicas.
Em 2020, o país foi o maior exportador do mundo (US $ 2,49 trilhões, ou 13,3% do total mundial). Na soma de bens e serviços exportados, chega a US $ 2,64 trilhões, passando por pouco dos Estados Unidos, que exportou US $ 2,49 trilhões. Já nas importações, em 2019, foi o 2º maior importador do mundo: US $ 2,06 trilhões.
| Períodos  | Comércio bilateral | Exportações | Importações |
| --------- | ------------------ | ----------- | ----------- |
| 1981–85   | +12,8%             | +8,6%       | +16,1%      |
| 1986–90   | +10,6%             | +17,8%      | +4,8%       |
| 1991–95   | +19,5%             | +19,1%      | +19,9%      |
| 1996–2000 | +11,0%             | +10,9%      | +11,3%      |
| 2000–05   | +24,6%             | +25,0%      | +24,0%      |
| 2006      | +27,2%             | +19,9%      | +23,8%      |
| 2007      | +25,6%             | +20,8%      | +23,4%      |

A grande maioria das importações chinesas consiste-se de suprimentos industriais e de bens de consumo, principalmente maquinários e equipamentos de alta tecnologia, sendo que a grande maioria de tais produtos vem do Japão e dos Estados Unidos. Regionalmente, quase a metade das importações da China vem o Leste e do Sudeste da Ásia, e quase um quarto das exportações vai para estas mesmas regiões. Quase 80% das exportações chinesas consiste-se de mercadorias fabricadas, sendo que a maioria dos quais são tecidos e equipamentos eletrônicos. Produtos químicos e agrícolas completam o total de exportações da China. Dos cinco portos mais ativos do mundo, três estão na China.
Os Estados Unidos são um dos grandes fornecedores de semicondutores, equipamentos eletrônicos, equipamentos de geração de energia elétrica, aviões e componentes, maquinários industriais e computadores, matérias-primas e produtos químicos e agrícolas da China. Porém, as empresas exportadoras americanas ainda têm preocupações o acesso ao mercado chinês, que é apenas razoável devido às políticas de restrição comercial da China, e às restrições americanas para as exportações. O roubo intelectual de propriedades ainda causa prudência por parte de empresas estrangeiras que fazem negócios na China. Alguns fabricantes e políticos estrangeiros dizem que o valor do yuan em relação ao dólar é artificialmente baixo, e que, segundo eles, dá vantagens desonestas nas exportações. Estes e outros assuntos estão por trás de uma grande iniciativa de se estabelecer um maior protecionismo por parte de alguns congressistas americanos, que poderiam incluir uma taxa de consumo de 27,5% sobre produtos chineses. De acordo com estatísticas americanas, o superávit comercial da China com os Estados Unidos ficou em 170 bilhões de dólares em 2004, mais do que o dobro registrado em 1999. A Wal-Mart, o maior comerciante varejista dos Estados Unidos, é o sétimo maior parceiro comercial da China, e está logo a frente do Reino Unido.

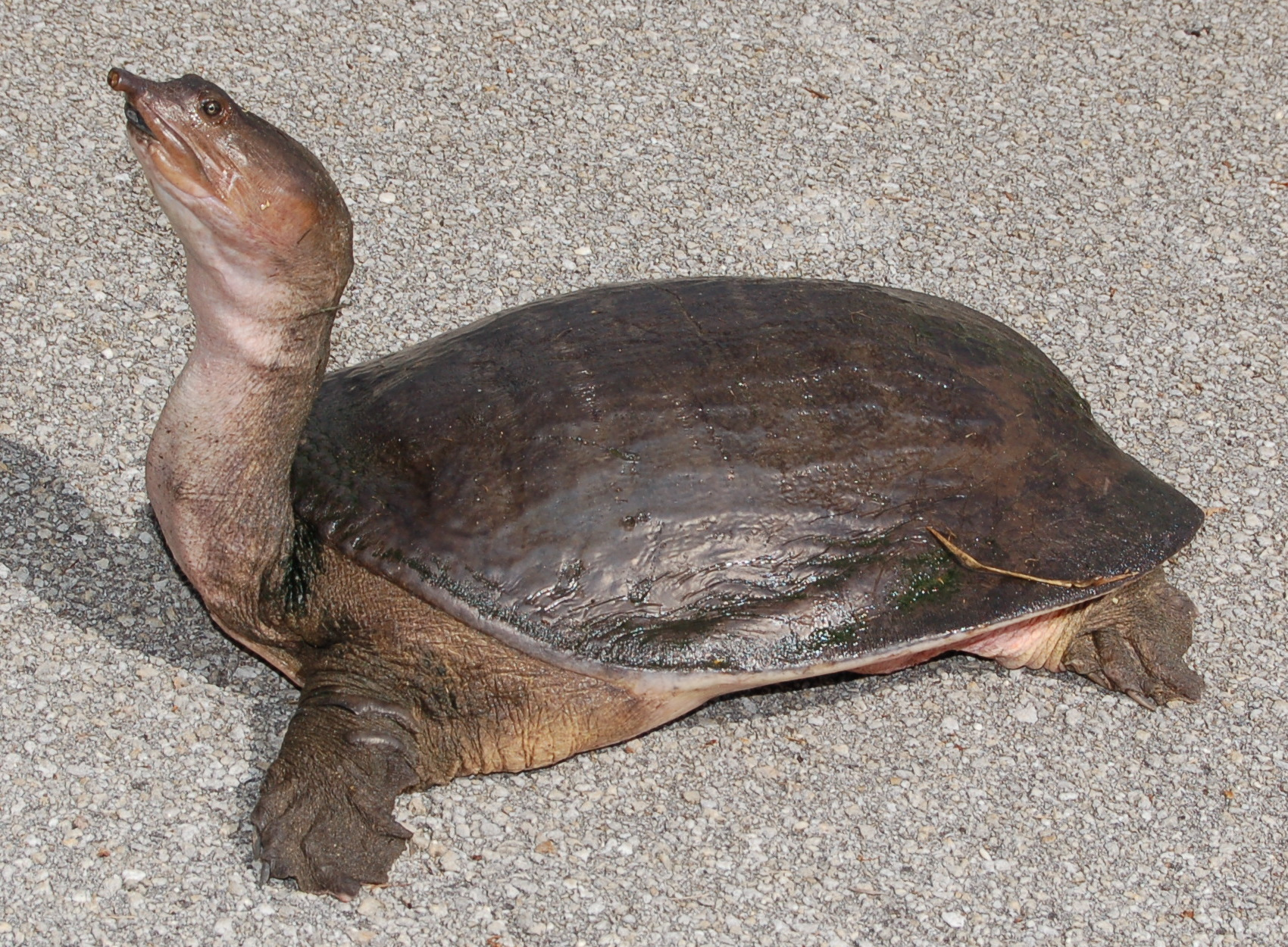
Pratos refinados, tais como a Tartaruga-do-casco-mole-da-Flórida, estão entre os produtos mais importados da China.

O déficit comercial dos Estados Unidos com a China alcançou 232,5 bilhões de dólares em 2006, assim que as importações americanas de produtos chineses aumentaram 18%. A participação da China nas importações totais dos Estados Unidos cresceu de 7 para 15% desde 1996. Ao mesmo tempo, a participação de muitos outros países nas importações americanas caiu de 39% em 1996, para 21,1% em 2005. Porém, a participação real de países asiáticos, incluindo a China, nas importações americanas, caiu de 38,8% em 1996 para 35,7% em 2005.
O volume comercial entre a China e a Rússia alcançou 29,1 bilhões de dólares em 2005, um aumento de 37,1% em relação a 2004. Um porta-voz do Ministério do Comércio da China, Van Jingsun, disse que o volume comercial entre a China e a Rússia excedeu 40 bilhões de dólares em 2007. A exportação chinesa de maquinários e equipamentos eletrônicos aumentou 70% em 2005 em relação a 2004, e estes produtos representaram 24% das exportações totais da China para a Rússia. Durante o mesmo período, as exportações de produtos de alta tecnologia da China para a Rússia aumentaram 58%, o que representou 7% das exportações chinesas totais para a Rússia naquele ano. Ainda no mesmo período, o comércio fronteiriço entre a Rússia e a China alcançou 5,13 bilhões de dólares, um crescimento de 35% em relação ao ano anterior, que também representou quase 20% do volume de comércio total entre os dois países. Porém, a maior parte das exportações chinesas para a Rússia continua sendo as exportações de produtos de vestuário e de calçados. A Rússia é o oitavo maior parceiro comercial da China, e a China é o quarto maior parceiro comercial da Rússia. A China tem várias centenas de projetos de investimento na Rússia, que envolvem mais de 1,05 bilhão de dólares. Os investimentos contratados da China na Rússia totalizaram 368 milhões de dólares entre janeiro e setembro de 2005, duas vezes mais do que em 2004.

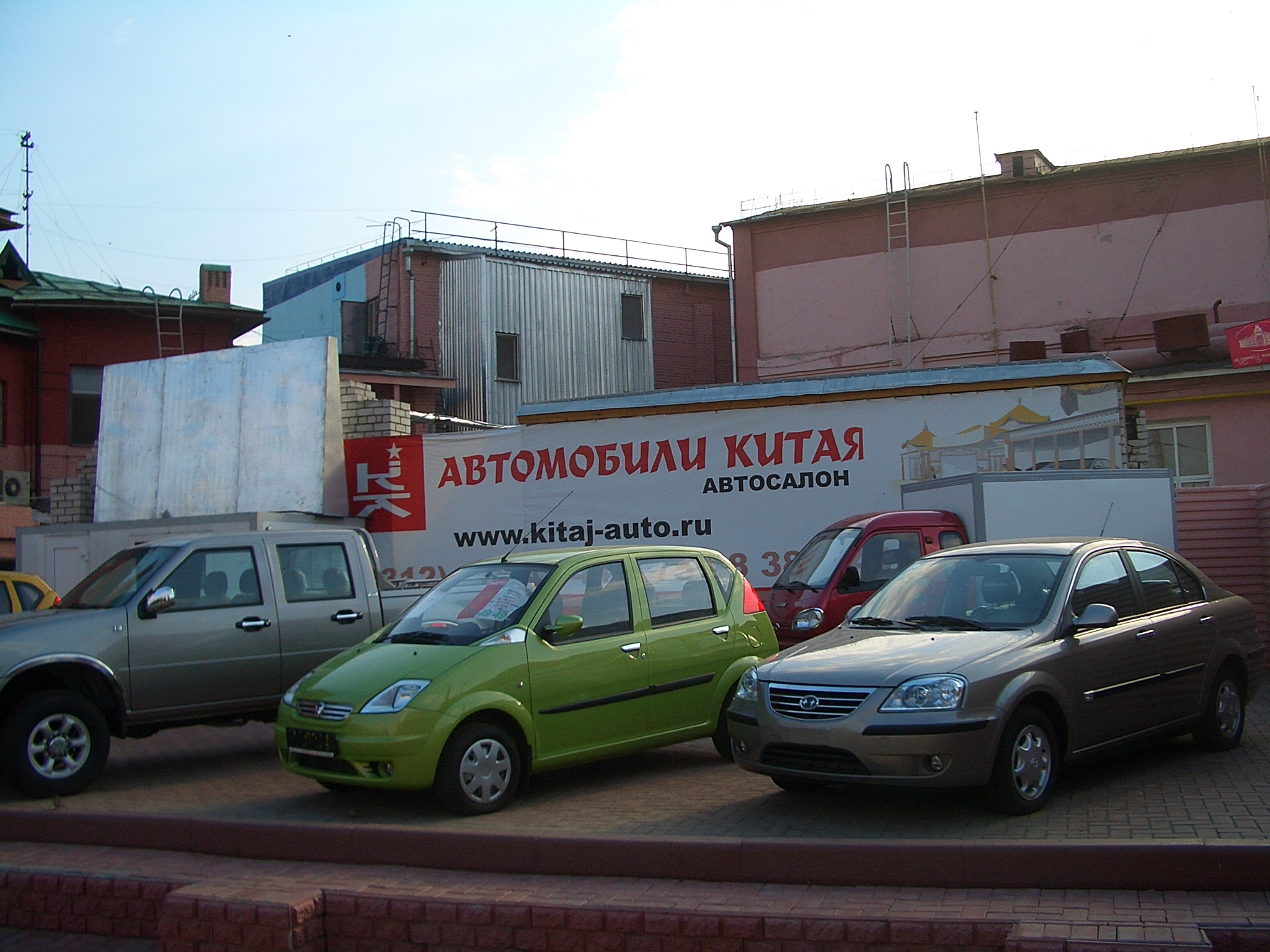
Carros chineses numa revenda de carros em Nizhny Novgorod, a capital automobilística da Rússia

As principais importações chinesas da Rússia são principalmente as fontes de energia, tais como o petróleo, que é transportado principalmente por via férrea, além de importações de eletricidade da Sibéria e do extremo leste russo. No futuro próximo, espera-se que a exportação destes produtos aumente, já que a Rússia está construindo o gasoduto Sibéria Oriental-Oceano Pacífico, com um ramal indo para a fronteira da China, e o grupo monopolista de hidroeletricidade UES está construindo hidroelétricas na Sibéria, sendo que um dos objetivos é a exportação de eletricidade para a China.
O crescimento das exportações tem contribuindo de forma significativa para a continuidade do rápido crescimento econômico. Para aumentar ainda mais as exportações, a China  implantou políticas que protegem o rápido desenvolvimento de fábricas que tem investimento exterior, que juntou componentes importados em bens de consumo para exportação, além do aumento dos direitos de comércio livre. No seu décimo primeiro plano econômico de cinco anos, que foi adotada em 2005, a China pois maior ênfase no desenvolvimento de uma economia guiada pela demanda do consumo para sustentar o crescimento econômico e a desigualdade de setores.
O Conselho Chinês de Promoção do Comércio Internacional (CPIT) promove os interesses e o comércio internacional chinês. Isto está acompanhado por cooperações empresariais em desenvolvimento e pelo mercado com países estrangeiros. O conselho também produz dados econômicos, realiza acordos diplomáticos e está ativo nas questões de arbitragem comercial.